# معركة الأصنام
معركة الأصنام هي معركة وقعت بين جيوش الدولة الأموية بقيادة حنظلة بن صفوان الكلبي والخوارج الصفرية من البربر، وكانت موقعة الأصنام على نهر الشلف بالمغرب الأوسط 125 هـ. والتي انتهت بانتصار كاسح للأمويين.
قال إبن عذاري المراكشي في كتابه «البيان المغرب في أخبار المغرب» ، نقلا عن إبن عبد الحكم والنويري  وإبن خلدون  والرقيق القيرواني  ” وقيل ما علم في الأرض مقتلة كانت أعظم منها ”، وروى أن الليث بن سعد كان يقول : « ما غزوة كنت أحب ان اشهدها بعد غزوة بدر أحب إلى من غزوة القرن والاصنام ».
وقد أعاد الأمويون بهذه المعركتين والقيادة الرشيدة للفارس حنظلة بن صفوان الكلبي، سيادتهم على بلاد المغرب حتى طنجة التي سيراسل حنظلة أهلها بعد إبادة الخوارج، يقول الدرعي السلاوي صاحب «الإستقصا» : “ولم يزل حنظلة على المغرب في أحسن حال إلى أن طرق الخلل الخلافة بالمشرق، وخفت صوتها لما حدث في بني أمية من فتنة الوليد الفاسق“.

## موقع المعركة
تقع الأصنام على وادي الشلف بالمغرب الأوسط غرب العاصمة الجزائرية على بعد 200 كيلو متر بولاية الشلف حاليًا وتعرف اليوم بالشلف وسماها العرب بالاصنام لكثرة الاثار الرومانية بها.

## أمر الخوارج
لما بلغ الخليفة الأموي بدمشق هشام بن عبد الملك أحداث البربر الخوارج في المغرب العربي رأى أن يقضي على الخوارج قضاءً نهائيًا فكلف والي مصر حنظلة بن صفوان الكلبي.

## معركة القرن
فكان أول لقاء له بالخوارج بالقرن، وقد قضت هذه الموقعة على ثورة الخوارج بأفريقية، وكانت بداية المعركة حين زحف إليه عكاشة بن محصن قائد الخوارج بجموع عظيمة من الخوارج من البربر فأمر حنظلة أن يخندق أصحابه على أنفساهم لكثرة الخوارج ثم التقى الفريقين وحمى الوطيس وصمد حنظلة وانتهت المعركة بانتصار ساحق على الخوارج وهروب قائد الخوارج عكاشة بن محصن ورجع حنظلة إلى القيروان استعدادا للقاء خوارج المغرب الأوسط والاقصى.

## جيش الخوارج
كان جيش كبيرًا يتكون من 300 ألف مقاتل. وكان قائد جيش الخوارج بالمغرب الأوسط هو عبد الواحد الهواري. أما قائد جيش المغرب الأقصى وكان في مقدمة الجيش حين اللقاء بالأصنام هو أبو قرة المغيلي وقائد خوارج أفريقية عكاشة بن محصن ومن معه من فلوله المهزمة من القرن.
أما ج كان جيش كبيرًا يتكون من 300 ألف مقاتل. وكان قائد جيش الخوارج بالمغرب الأوسط هو عبد الواحد الهواري. أما قائد جيش المغرب الأقصى وكان في مقدمة الجيش حين اللقاء بالأصنام هو أبو قرة المغيلي وقائد خوارج أفريقية عكاشة بن محصن ومن معه من فلوله المهزمة من القرن.

## جيش الخلافة
القائد العام: حنظلة بن صفوان الكلبي
قائد طلائع قواته: شعيب بن عثمان
قائد الساقة: عمرو بن حاتم والساقة أي مؤخرة الجيش
قائد الميمنة: عبد الرحمن بن مالك الشيباني
وجمع خمسة آلاف دارع وخمسة آلاف نابل
نصر بن فتح: فأخرج حنظلة كل ما في الخزائن من السلاح وأحضر الأموال، ونادى في الناس فأول من دخل عليه، رجل من بحصب فقال له: نصر بن ينعم! قال: فتبسم حنظلة كالمكذب له وقال له: بالله أصْدُق! فقال: والله مالي أسم غير ما قلت لك فتفاءل به. وقال: نصر وفتح.

## المعركة
قام حنظلة بن صفوان الكلبي ينظم صفوف جنده ويرتبهم ويهيهم لخوض المعركة مع الخوارج وكان حنظلة قد بعث ببعض العلماء من أهل القيروان من الفقهاء ولذلك لحث الجند على القتال ويبينون عقائد الخوارج البطالة من قتل وسلب وسبي النساء.

### شجاعة شعيب بن عثمان
وهو قائد طلائع جيش الخلافة فعندما قام عبد الواحد الهواري يحرض الخوارج إلى القتال وأخرج فارس من البربر ضخم الجثة يطلب المبارزة خرج إليه شعيب بن عثمان فتبرز وتجوالا فبدره عثمان بضربة قتله بها فرفع ذلك من معنويات الجند.

### بدأ المعركة
بدأ القتال بين الطرفين الرجالة من الفرسان تقتال الرجالة وبدأ القتال عنيفًا شديدًا بين الطرفين وثبت جيش الخلافة ثبوتًا قويًا ولزم الأرض في ميدان المعركة وسقط القتلا من كلا الطرفين وتشابك الفرسان بالأيدي، ويقول بن عذاري في وصف بداية المعركة «فكان بينه وبينهم حرب يطول ذكرها، فالتحم فيها القتال، وتداعى الأبطال ولزم الرجالة الأرض، فلا تسمع إلا وقع الحديد على الحديد، وتقابض الأيدي بالأيدي».

### هزيمة الخوارج

#### انكسار ميسرة الخوارج
ثم مع اشتداد القتال بين الطرفين في ميدان المعركة كر خوارج البربر على ميسرة العرب مم ادى إلى انكسارهم أولًا ثم أجبروا إلى الانسحاب من ميدان المعركة ثم كر العرب على ميسرة الخوارج فالحقوا بهم هزيمة ساحقة فتفرقة ميسرة خوارج البربر وتسقطوا على الأرض قتلا وكان انكسار ميسرة البربر قبل انكسار ميسرة العرب الذين رتدوا بنصر كبير على ميمنة الخوارج من البربر.

#### انكسار ميمنة الخوارج
ثم كرة ميسرة العرب على ميمنة الخوارج حتى هزموهم، وامتلاء ميدان المعركة بالقتلا.

## نتائج المعركة

### مقتل قائد خوارج المغرب الأوسط
وكان من نتائج هزيمة الخوارج بمعركة الاصنام بشلف مقتل قائد الخوارج عبد الواحد الهواري في ميدان المعركة وأرسل رأسه إلى قائد الجيش حنظلة بن صفوان الكلبي.

### مقتل قائد الخوارج بأفريقية
لاما قائد الخوارج عكاشة بن محصن بافريقية الذي انهزم بمعركة القرن فبعد الهزيمة بالأصنام فر هربًا ولكن مجوعة من البربر قبضوا عليه وسلموه إلى حنظلة فأمر بقتله.
عدد القتلا من الخوارج:
هو كما ذكرها بن عذاري ((وقيل إنه ما علم في الأرض مقتله كانت أعظم منها. أراد حنظلة أن يحصى من قُتل، وأمر بعدهم. فما فدر على ذلك. فأمر بقَصَبٍ فطرح قصبة على كل قتيل. ثم جمعت القصب، وعُدّت، فكانت القتلى مائة ألف وثمانين ألفا.

### هروب قائد خوارج المغرب الأقصى
وهو أبو قرة المغيلي الذي كان في مقدمة الخوارج بمعركة الأصنام فعند هزيمتهم بالأصنام على نهر شلف فر هربا بمن معه من الخوارج إلى المغرب الاقصى.

### دخول المغرب الاقصى
ثم طارد حنظلة بن صفوان الكلبي أبو قرة المغيلي ومن معه من الخوارج المهزومين في المغرب الأقصى وقتلهم حتى لا يجتمعوا عليه، وأمن الناس حنظلة بن صفوان وكتب حنظلة إلى أهل طنجة «بسم الله الرحمن الرحيم
من حنظلة بن صفوان إلى جميع أهل طنجة.
أما بعد: فإن أهل العلم بالله وبكتابه، وسنة نبيه محمد صلى الله عليه وسلم يعلمون أنه يرجع جميع ما أنزل الله عز وجل إلى عشر آيات: آمرة، وزاجرة، ومبشرة، ومنذرة، ومخبرة، ومحكمة، ومشتبهة، وحلال، وحرام، وأمثال. فآمرة بالمعروف، وزاجرة عن المنكر، ومبشرة بالجنة، ومنذرة بالنار، ومخبرة بخبر الأولين والآخرين، ومحكمة يعمل بها، ومتشابهة يؤمن بها، وحلال أمر أن يؤتى، وحرام أمر ان يجتنب، وأمثال واعظة؛ فمن يطع الآمرة، وتزجره الزاجرة، فقد استبشر بالمبشرة، وأنذرته المنذرة، ومن يحل الحلال، ويحرم الحرام، ويرجح العلم فيما اختلف فيه الناس- إلى الله- مع طاعة واضحة، ونية صالحة؛ فقد فاز وافلح وأنجح، وحيي حياة سعيدة في الدنيا والآخرة. والسلام عليكم ورحمة الله وبركاته» ثم عاد حنظلة بن صفوان من المغرب الأقصى إلى القيروان.